# Малые Раскопины
Малые Раскопины — деревня в Слободском районе Кировской области в составе Бобинского сельского поселения.

## География
Находится на расстоянии примерно 10 км на восток от Нового моста через Вятку в городе Киров.

## История
Известна с 1802 года как починок Чапиховский с населением 1 душа (мужского пола). В 1873 году в починке Ченаховский или Раскопины было учтено дворов 2 и жителей 16, в 1905 6 и 30, в 1926 6 и 40, в 1950 9 и 29. В 1989 году отмечено 8 жителей. Нынешнее название утвердилось с 1939 года. Деревня имеет дачный характер.

## Население
Постоянное население  составляло 6 человек (русские 100%) в 2002 году, 4 в 2010.